# Henning Hackelbusch
Henning Hackelbusch (ur. 23 lutego 1982) – niemiecki lekkoatleta specjalizujący się w biegach płotkarskich i sprinterskich.
Na arenie międzynarodowej odniósł następujące sukcesy:
| Rok  | Miejsce  | Zawody                      | Konkurencja        | Pozycja       | Wynik   |
| ---- | -------- | --------------------------- | ------------------ | ------------- | ------- |
| 2001 | Grosseto | mistrzostwa Europy juniorów | bieg na 400 m ppł  | srebrny medal | 50,76   |
| 2005 | Madryt   | halowe mistrzostwa Europy   | sztafeta 4 × 400 m | 4. miejsce    | 3:10,14 |

Sukcesy w lekkoatletycznych mistrzostwach Niemiec:
- 2 medale w biegu na 400 m ppł (stadion): złoty (2002), brązowy (2003)[1]
- 4 medale w sztafecie 4 × 400 m (stadion): złoty (2009), 2 srebrne (2002, 2007), brązowy (2003)[2]
- 1 medal w sztafecie 4 × 200 m (hala): złoty (2003)[3]

Rekordy życiowe:
- stadion

- bieg na 200 m – 21,86 (5 czerwca 2005, Bochum)
- bieg na 400 m – 47,16 (1 lipca 2007, Gladbeck)
- bieg na 400 m ppł – 50,26 (6 lipca 2002, Bochum)

- hala

- bieg na 200 m – 21,80 (29 stycznia 2005, Dortmund)
- bieg na 400 m – 47,05 (31 stycznia 2003, Erfurt)